# Isola Dustin

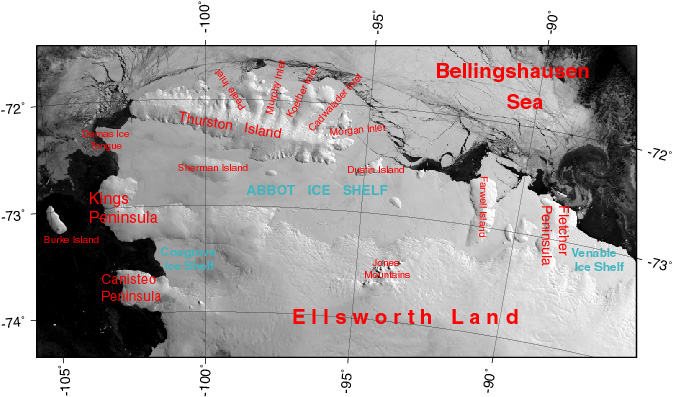
La piattaforma glaciale Abbot, in una immagine scattata il 10 marzo 2003 alle 14:50.

L'isola Dustin è un'isola completamente coperta dai ghiacci situata al largo della costa di Eights, nella Terra di Ellsworth, in Antartide. L'isola, che è lunga circa 30 km e raggiunge una larghezza massima di circa 20 km e che è quasi completamente avvolta dai ghiacci della piattaforma glaciale Abbot, si trova circa 25 km a sud-est di capo Annawan, l'estremità orientale dell'isola Thurston, e costituisce il limite sud-orientale della baia Seraph.

## Storia
L'isola Dustin fu scoperta dal retroammiraglio Richard Evelyn Byrd e da altri membri del Programma Antartico degli Stati Uniti d'America il 27 febbraio 1940, durante un volo di ricognizione partito dalla USS Bear nel corso della terza missione antartica comandata da Byrd. In seguito l'isola è stata così battezzata dallo stesso Byrd in onore di Frederick G. Dustin, un meccanico che seguì Byrd in due delle sue tre spedizioni antartiche.